# Szymonka
Szymonka (deutsch Schimonken, 1938 bis 1945 Schmidtsdorf) ist ein Ort in der polnischen Woiwodschaft Ermland-Masuren. Er gehört zur Stadt- und Landgemeinde Ryn (Rhein) im Powiat Giżycki (Kreis Lötzen).

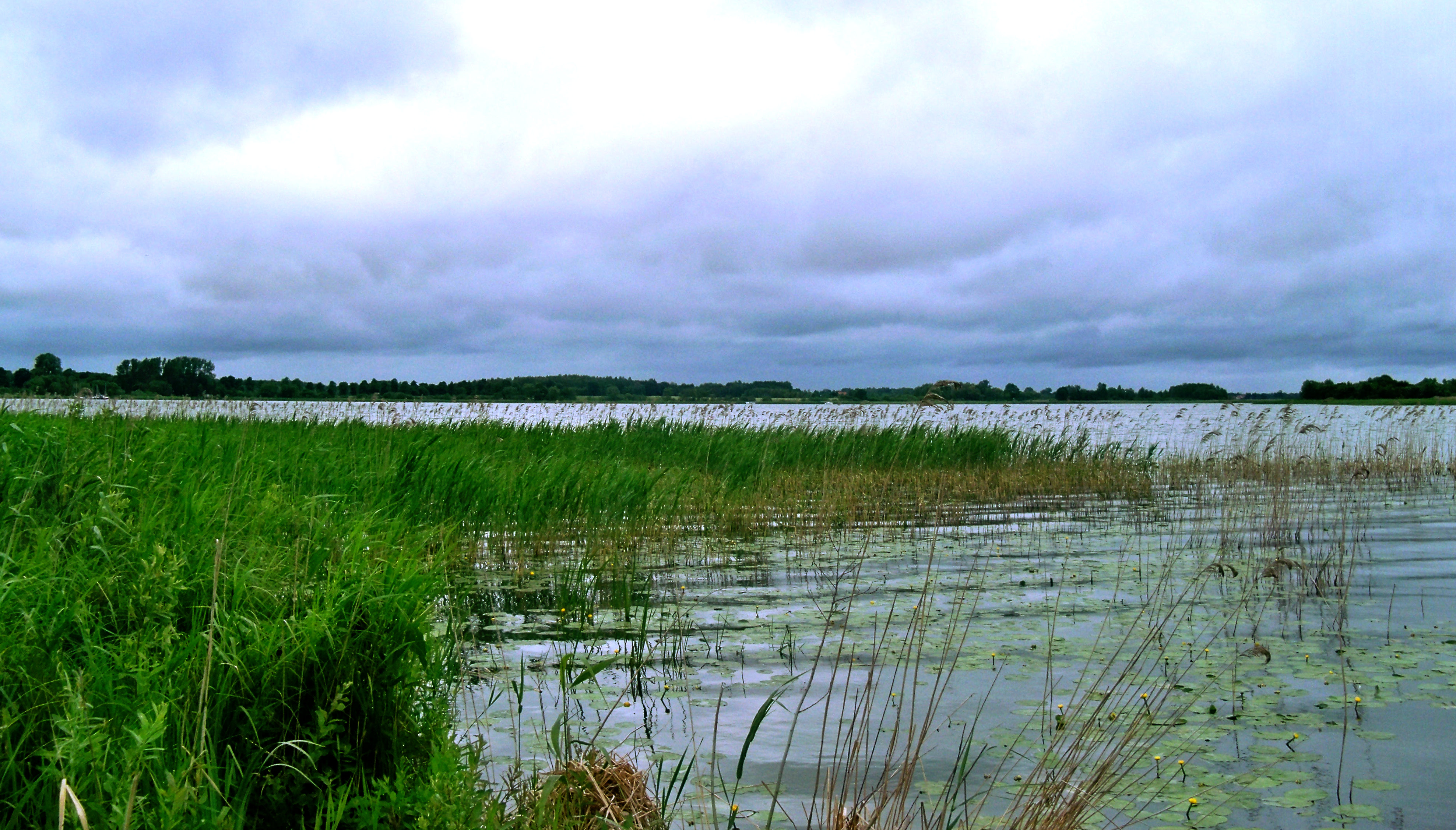
Blick auf den Jezioro Szymoneckie (Gr. Hensel-See) bei Szymonka (Schimonken/Schmidtsdorf)

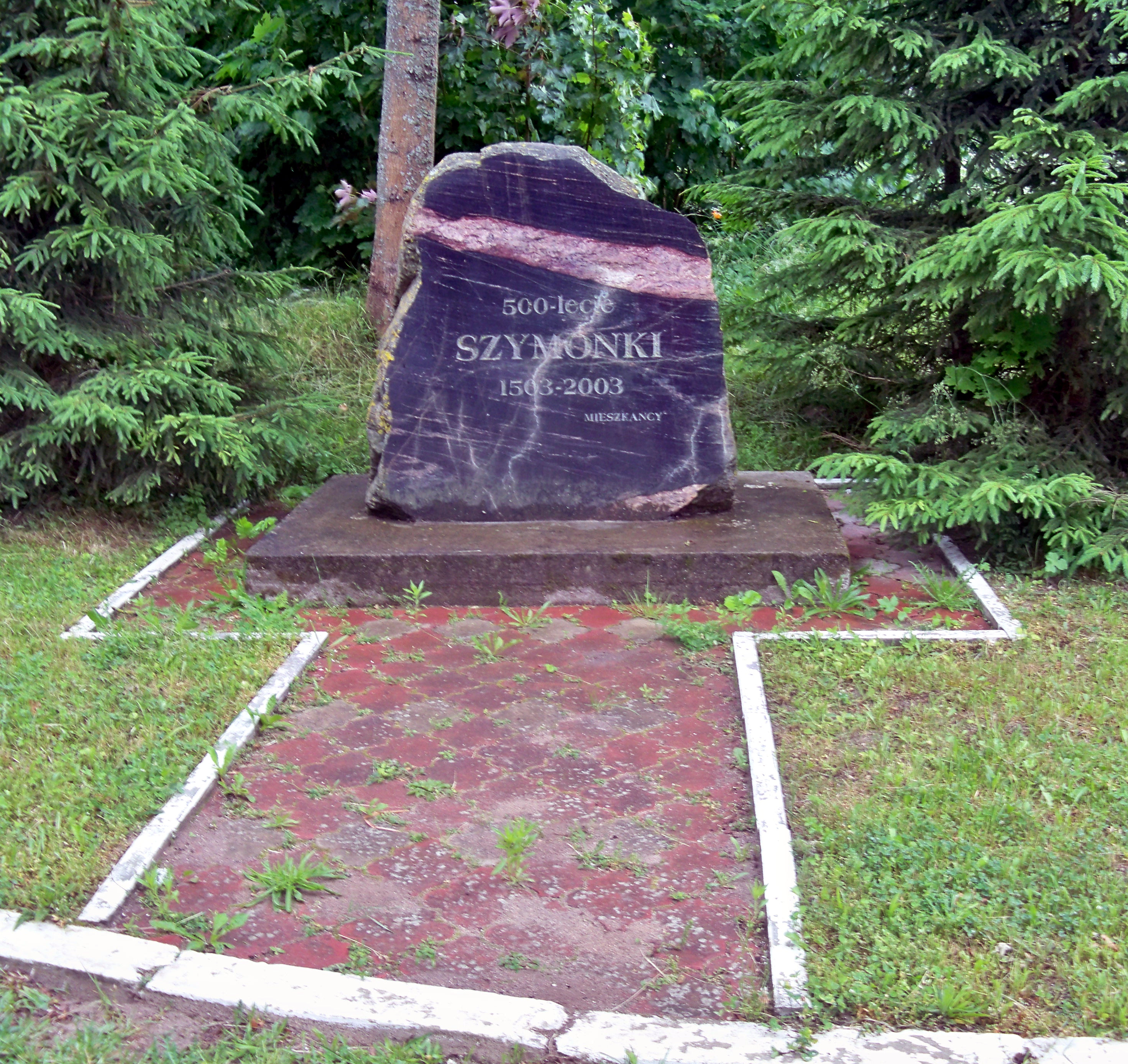
Gedenkstein zum 500-jährigen Bestehen von Szymonka (1503–2003)

## Geographische Lage
Szymonka liegt am Südwestufer des Jezioro Szymoneckie (deutsch Großer Hensel-See), der durch den 2360 Meter langen Kanał Szymoński mit dem Jezioro Szymon (Großer Schimon-See, 1938 bis 1945: Schmidtsdorfer See) verbunden ist. In der östlichen Mitte der Woiwodschaft Ermland-Masuren gelegen sind es von Szymonka bis zur früheren Kreisstadt Sensburg (Mrągowo) 24 Kilometer, bis zur heutigen Kreismetropole Giżycko (Lötzen) 18 Kilometer, und die Stadt Ryn (Rhein) ist zehn Kilometer entfernt.

## Geschichte
Das Kirchdorf Schimonken wurde im Jahre 1503 gegründet: am 24. April dieses Jahres erhielt es die Handfeste vom Komtur von Rhein namens Rudolf von Tippelskirch.
Zwischen 1874 und 1945 war Schimonken Amtsdorf und damit namensgebend für einen Amtsbezirk, der – 1938 in „Amtsbezirk Schmidtsdorf“ umbenannt – zum Kreis Sensburg im Regierungsbezirk Gumbinnen (1905 bis 1945: Regierungsbezirk Allenstein) in der preußischen Provinz Ostpreußen gehörte.
Im Jahre 1910 waren in Schimonken 576 Einwohner registriert. Aufgrund der Bestimmungen des Versailler Vertrags stimmte die Bevölkerung im Abstimmungsgebiet Allenstein, zu dem Schimonken gehörte, am 11. Juli 1920 über die weitere staatliche Zugehörigkeit zu Ostpreußen (und damit zu Deutschland) oder den Anschluss an Polen ab. In Schimonken stimmten 460 Einwohner für den Verbleib bei Ostpreußen, auf Polen entfielen keine Stimmen.
Am 30. September 1928 vergrößerte sich die Gemeinde um den Nachbarort Matheussek (1938 bis 1945: Mathiessen, polnisch Mateuszek), der eingemeindet wurde. Die Einwohnerzahl betrug 1933 schon 751 und blieb 1939 nahezu gleich bei 752.
In Kriegsfolge kam der per 3. Juni (amtlich bestätigt am 16. Juli) 1939 aus politisch-ideologischen Gründen der Vermeidung fremdländisch klingender Ortsnamen in „Schmidtsdorf“ umbenannte Ort mit dem gesamten südlichen Ostpreußen zu Polen. Er trägt heute die polnische Namensform „Szymonka“ und ist Sitz eines Schulzenamtes (polnisch sołectwo) und damit ein Ortsteil der Stadt- und Landgemeinde Ryn (Rhein). Das Dorf ist vom Kreis Sensburg in den Powiat Giżycki (Kreis Lötzen) „gewechselt“, war vor 1998 der Woiwodschaft Suwałki, ist aber seither der Woiwodschaft Ermland-Masuren zugehörig.

### Amtsbezirk Schimonken/Schmidtsdorf (1874–1945)
Der Amtsbezirk Schimonken wurde am 8. April 1874 gegründet und wurde am 15. November 1938 in „Amtsbezirk Schmidtsdorf“ umbenannt. Er bestand ursprünglich aus zehn, am Ende noch aus fünf Dörfern:
| Name            | Änderungsname 1938 bis 1945 | Polnischer Name | Bemerkungen                            |
| --------------- | --------------------------- | --------------- | -------------------------------------- |
| Alt Rudowken    |                             | Stara Rudówka   | 1939 nach Hammerbruch eingegliedert    |
| Borken          |                             | Borki           | 1928 nach Klein Jagodnen eingegliedert |
| Gurkeln         |                             | Gorkło          |                                        |
| Klein Rudowken  |                             |                 | 1928 nach Alt Rudowken eingegliedert   |
| Matheussek      | Mathiessen                  | Mateuszek       | 1928 nach Schimonken eingegliedert     |
| Mniodunsken     | Immenhagen                  | Mioduńskie      |                                        |
| Neu Rudowken    | Neuhammerbruch              | Nowa Rudówka    | 1939 nach Hammebruch eingegliedert     |
| Rudowken, Forst |                             |                 | nach Hammerbruch eingegliedert         |
| Salpia          |                             | Prażmowo        |                                        |
| Schimonken      | Schmidtsdorf                | Szymonka        |                                        |

Am 1. Januar 1945 bildeten nur noch Gurkeln, Hammerbruch, Immenhagen, Salpia und Schmidtsdorf den Amtsbezirk.

## Kirche

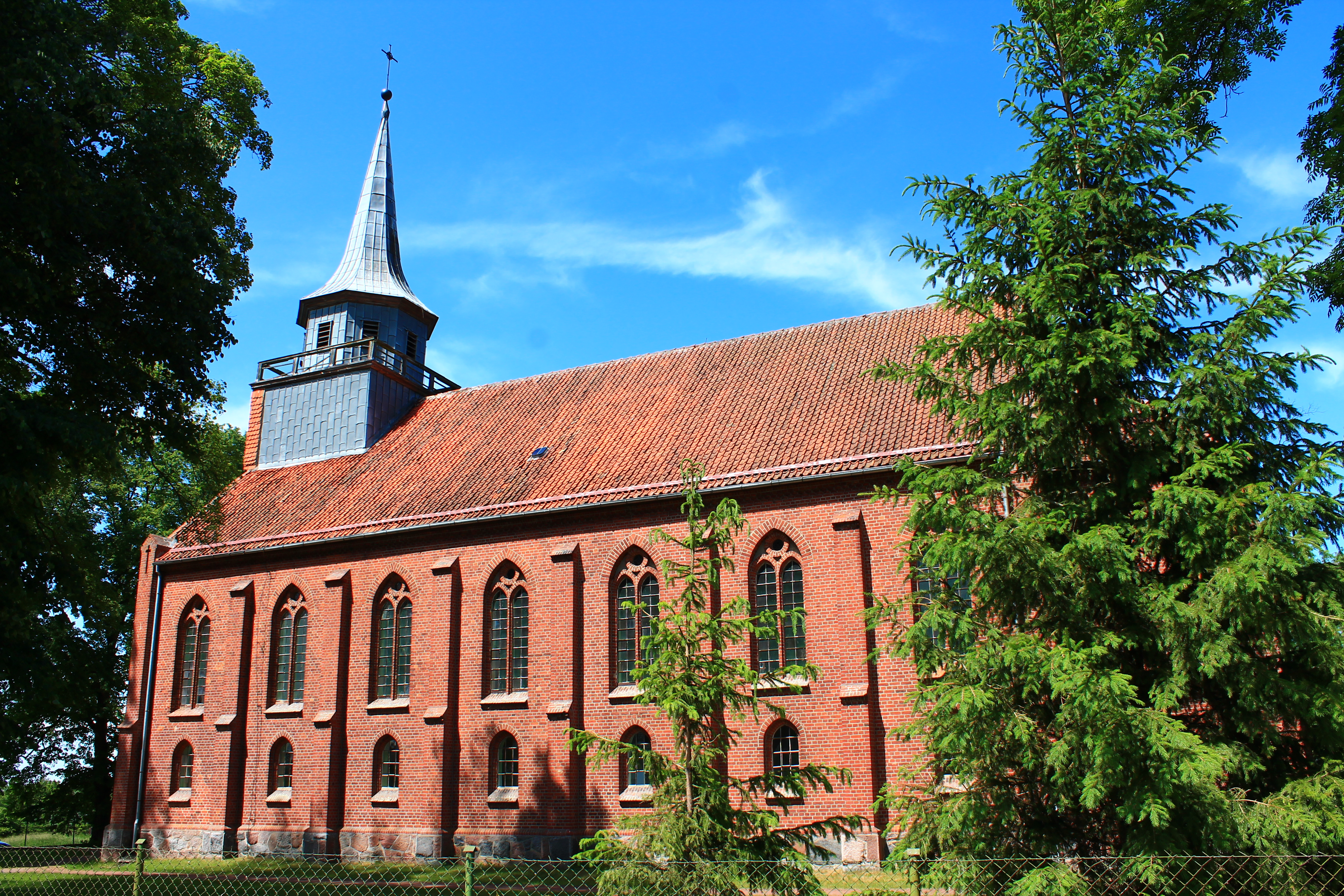
Die einst evangelische, jetzt katholische Kirche in Szymonka

### Kirchengebäude
Als evangelisches Gotteshaus wurde 1566 in Schimonken eine erste Kirche errichtet. In den Jahren 1874 bis 1877 entstand der bereits zweite Nachfolgebau als Backsteinbau in neogotischem Stil mit hohem spitzen Turm. Die alte Ausstattung ist heute nicht mehr erhalten, den hohen Turm ersetzt jetzt eine kleine Glockenhaube auf dem Dach an der Westseite. Nach 1945 wurde das Gebäude zugunsten der römisch-katholischen Kirche enteignet. Es wurde mit zeitgemäßem und dem liturgischen Zweck entsprechendem Interieur ausgerüstet und dient jetzt mit dem Namen „Mariä-Himmelfahrt-Kirche“ (polnisch Kościół Wniebowzięcia Najświętszej Maryi Panny) als katholische Pfarrkirche.

### Kirchen-/Pfarrgemeinde

#### Evangelisch
Bereits im Jahre 1560 wurde in Schimonken ein Kirchspiel errichtet, und mit dem Kirchbau 1566 wurde auch eine eigene  Pfarrstelle eingerichtet. Bis 1945 gehörte Schimonken resp. Schmidtsdorf zum Kirchenkreis Sensburg in der Kirchenprovinz Ostpreußen der Kirche der Altpreußischen Union. Im Jahre 1925 zählte das Kirchspiel 2140 Gemeindeglieder.
Aufgrund von Flucht und Vertreibung der einheimischen Bevölkerung brach nach 1945 das kirchliche Leben der evangelischen Kirchengemeinde ein. Heute leben nur wenige evangelische Kirchenglieder in Szymonka. Sie gehören nun zur Evangelischen Pfarrgemeinde in Ryn in der Diözese Masuren der Evangelisch-Augsburgischen Kirche in Polen.

#### Römisch-katholisch
Bis 1945 waren die römisch-katholischen Einwohner Schimonkens resp. Schmidtsdorfs in die St.-Adalbert-Kirche in Sensburg im Bistum Ermland eingepfarrt. Nach 1945 übernahmen die polnischen Neusiedler in Szymonka das bisher evangelische Gotteshaus als ihre Pfarrkirche, die heute zum Dekanat Św. Szczepana Męczennika Giżycko (Lötzen)im Bistum Ełk (Lyck) der Römisch-katholischen Kirche in Polen gehört.

## Persönlichkeit des Ortes
- Ulrich Woronowicz (* 26. Januar 1928 in Schimonken; † 7. Dezember 2011), deutscher evangelischer Theologe, Buchautor und Liedtexter
- Georg Lewandowski (* 19. August 1944 in Schmidtsdorf), deutscher Politiker

## Verkehr
Szymonka liegt verkehrsgünstig an der Woiwodschaftsstraße 643, die die beiden Bezirke Powiat Giżycki (Kreis Lötzen) und Powiat Mrągowski (Kreis Sensburg) verbindet. Eine Landwegverbindung führt außerdem nach Skop (Skoppen, 1938 bis 1945 Reichenstein) an der Landesstraße DK 59, der früheren deutschen Reichsstraße 140. Eine Bahnanbindung besteht nicht.